# Kindbergia oedogonium
Kindbergia oedogonium är en bladmossart som beskrevs av Ochyra in Schultze-motel och Paul Julius Menzel 1987. Kindbergia oedogonium ingår i släktet Kindbergia och familjen Brachytheciaceae. Inga underarter finns listade i Catalogue of Life.